# Skydive Free 2 Fly Suriname
Skydive Free 2 Fly Suriname (SF2FS) is een team van parachutespringers in Suriname.
De springers hebben een vaste basis op de Henri Alwies Airstrip in Tijgerkreek, Saramacca en organiseren zowel tandem- als solosprongen op verschillende droplocaties in Suriname. Ook maken ze demonstratiesprongen, zoals tijdens de onafhankelijkheids-viering.
Het team van SF2FS werd in 2015 onderscheiden in de Ere-Orde van de Palm.